# Piłka nożna w Turcji
Piłka nożna (tur. Futbol ˈfut.bɔɫ) jest najpopularniejszym sportem w Turcji. Jej głównym organizatorem na terenie Turcji pozostaje Türkiye Futbol Federasyonu (TFF).

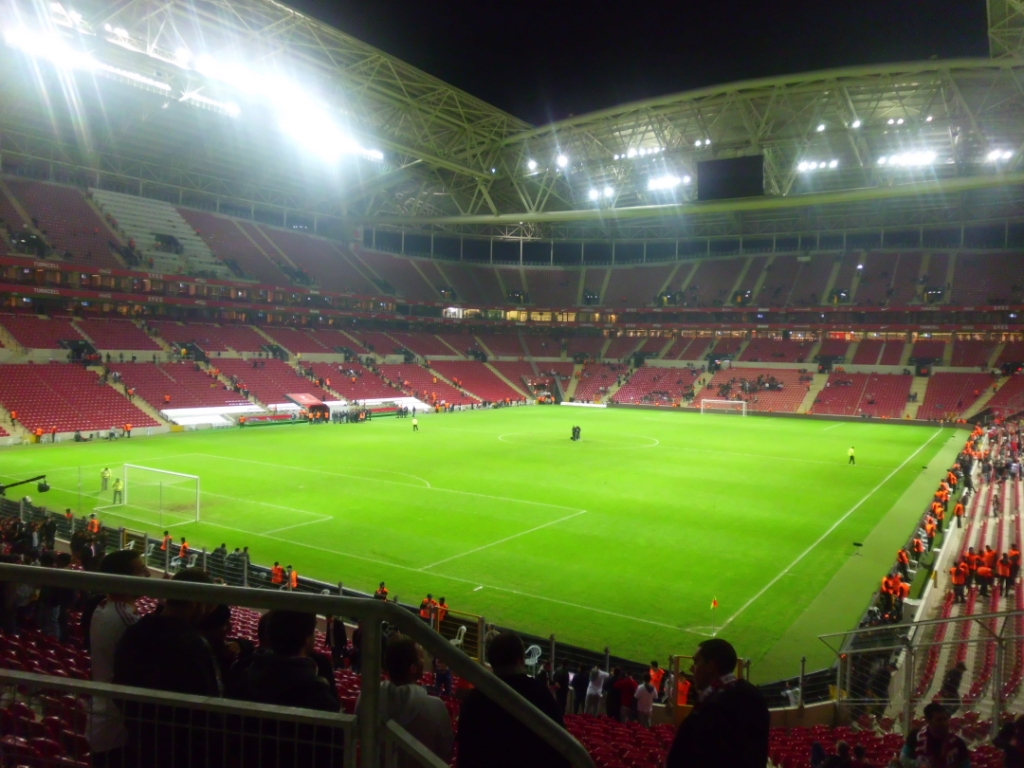
Türk Telekom Arena

Turecki klub wygrał jeden raz Puchar UEFA.
W tureckiej Süper Lig grają takie znane kluby świata, jak Galatasaray, Fenerbahçe i Beşiktaş JK.

## Historia

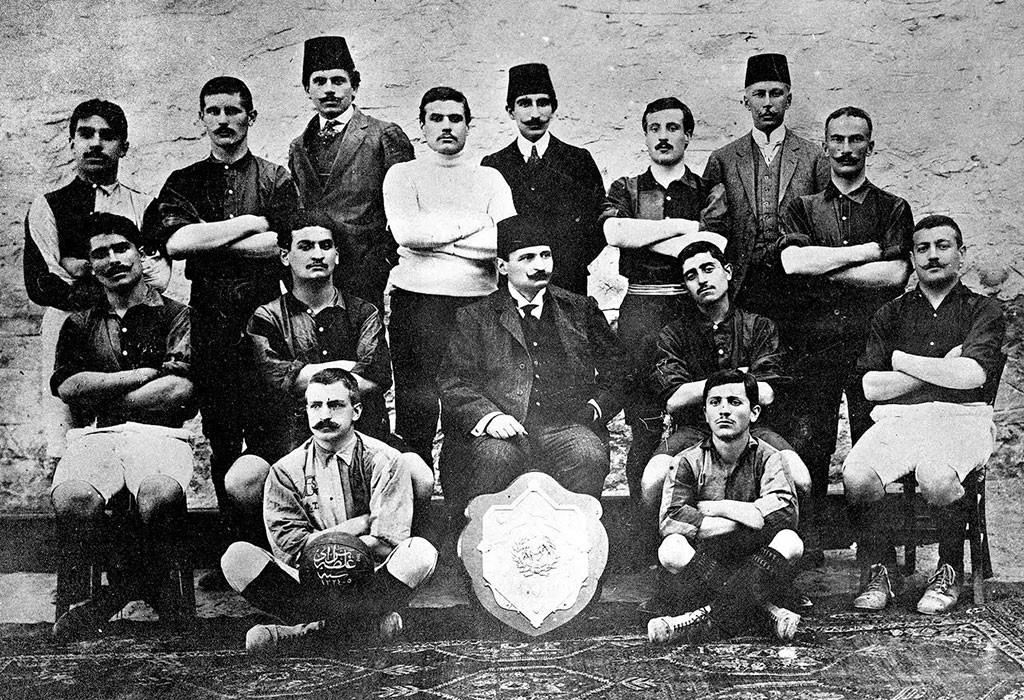
Galatasaray - mistrz Stambulskiej Ligi Piłki Nożnej w sezonie 1908/09.

Piłka nożna zaczęła zyskiwać popularność w Turcji pod koniec XIX wieku. W 1899 roku w Stambule powstał pierwszy turecki klub piłkarski Black Stockings FC (wcześniej, od 1890 założone były również kluby, jednak były to kluby greckie, ormiańskie i angielskie), potem następne. Po założeniu w 1923 roku tureckiej federacji piłkarskiej - TFF, rozpoczął się proces zorganizowania pierwszych oficjalnych rozgrywek o mistrzostwo Turcji w sezonie 1924. Nazywały się one Türkiye Futbol Şampiyonası i trwały do roku 1951. Format mistrzostw oparty był na systemie pucharowym, zwycięzcy każdej z najlepszych lig regionalnych kraju walczyły potem o mistrzostwo. Wcześniej od 1904 do 1915 odbywały się rozgrywki też w İstanbul Futbol Ligi, które były kontynuowane potem w latach 1924–1951. W międzyczasie również powstały inne liczne ligi regionalne: Adana (1923), Ankara (1923) Eskişehir (1920), Izmir (1923), Kayseri (1936) i Trabzon (1923). Począwszy od 1936 roku organizowane pierwsze ogólnokrajowe ligowe rozgrywki o nazwie Narodowa Dywizja (tur. Millî Küme), które trwały do sezonu 1949/50, jednak nie uznane przez TFF jako oficjalne mistrzostwa Turcji. W sezonach 1956/57 i 1957/58 odbyły się rozgrywki o Puchar Federacji Tureckiej (tur. Federasyon Kupası), które wówczas były równoznaczne z rozgrywkami o mistrzostwo Turcji.
Rok później, w 1959 roku wprowadzono profesjonalną Ligę Narodową, zwaną Millî Lig. Liga była następczynią Türkiye Futbol Şampiyonası i Millî Küme. W pierwszym sezonie 1959 szesnaście zespołów były podzielone na dwie grupy: białą i czerwoną, zwycięzcy grup w dwumeczu rozegrały tytuł mistrza. Od sezonu 1959/60 liga zawierała szesnaście zespołów.
W sezonie 1963/64 liga zmieniła nazwę na 1. Lig.
W sezonie 2001/02 liga została przemianowana na Süper Lig.

## Format rozgrywek ligowych
W obowiązującym systemie ligowym trzy najwyższe klasy rozgrywkowe są ogólnokrajowe (Süper Lig, 1. Lig i 2. Lig). Dopiero na czwartym poziomie pojawiają się grupy regionalne.

## Puchary
Rozgrywki pucharowe rozgrywane w Turcji to:
- Puchar Turcji (Türkiye Kupası),
- Superpuchar Turcji (TFF Süper Kupa) - mecz między mistrzem kraju i zdobywcą Pucharu.